# Towarzystwo Przyrodnicze w Gdańsku

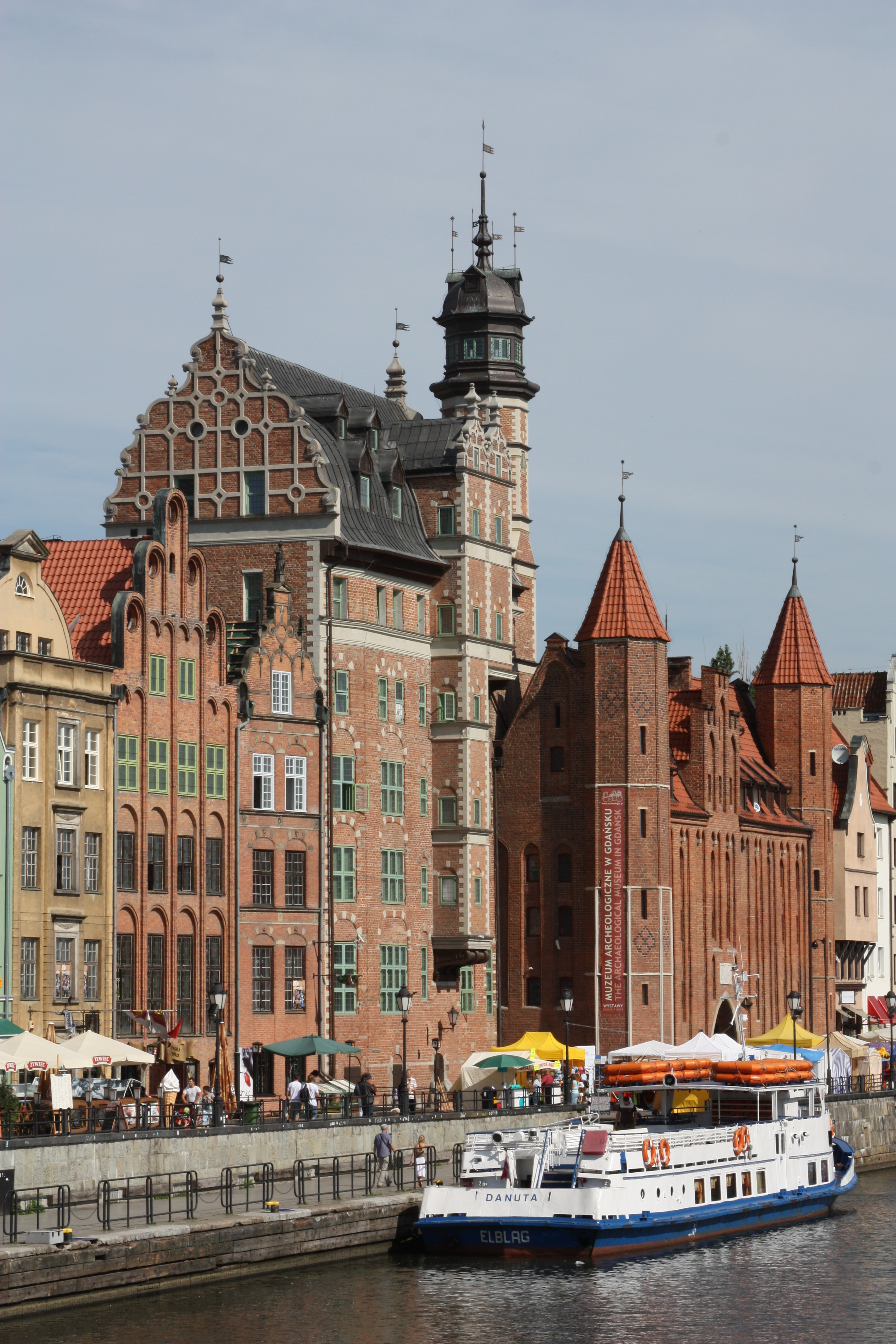
Siedzibą Towarzystwa Przyrodniczego jest Dom Towarzystwa Przyrodniczego (pośrodku)

Towarzystwo Przyrodnicze w Gdańsku (łac. Societas Physicae Experimentalis, niem. Naturforschende Gesellschaft) – jedno z najstarszych towarzystw naukowych na ziemiach polskich.

## Historia
Założone zostało w Gdańsku w 1743 r. przez Daniela Gralatha i działało do 1936.
Towarzystwo organizowało wykłady i pokazy doświadczalne z zakresu nauk przyrodniczych i ścisłych, gromadziło przyrodnicze i paleontologiczne kolekcje oraz prowadziło bibliotekę naukową. Współpracowało również z władzami miejskimi w kwestii ustawodawstwa medycznego.  
W latach 1746–1829 siedziba towarzystwa mieściła się w Zielonej Bramie, a w okresie 1846-1936 w Domu Towarzystwa Przyrodniczego przy ul. Mariackiej 26 (dawna Mariengasse).

## Członkowie
Do Towarzystwa należeli m.in. kolekcjoner inkluzji w bursztynie Georg Carl Berendt, znany bibliofil, patrycjusz gdański Jan Uphagen, naturaliści Jacob Theodor Klein, Gotfryd Reyger, August Moszyński, Joachim Litawor Chreptowicz i Jean Baptiste Dubois, Nataniel Mateusz Wolf, a także Abraham Lissauer, Hugo Conwentz, Konrad Lakowitz i Paweł Świetlicki.